# Dual (banda)
Dual es una banda de pop-rock o rock alternativo surgida de la escena underground barcelonesa, de 10 años de trayectoria y siete Epés publicados (hasta la fecha) en los que demuestran un especial hincapié por los saltos evolutivos, desde la composición a la producción de cada entrega (siempre autoproducidos). Su estilo energético y autobiográfico cuenta con hits como "Abril", "Cine de surf", "Azul siniestro" o "Galicia adolescente", que son coreados en las salas de la capital barcelonesa y otros puntos de la península.
El curriculum de los miembros cuenta con grupos como Maika Makovski, The Modern Poppers, Mery Lemon, o Experimental Querido Watson.

## Discografía
```
DUAL - METAZOO (2006):
 Mezcla de Punk Pop, Power Pop y Lo-fi. Con sólo Raúl Mercromino e Ivonis Florindo (a la batería) este Ep contiene una frescura amateur y jovial. Sobrecargado intencionadamente. Sus capas de arreglos y ruido visten los prototipos de unas canciones de corazón pop. Cuenta con uno de los clásicos de la banda, rescatado y reinterpretado en sus directos, "Gailicia adolescente".
```

```
DUAL - LA CAJA NEGRA (2007):
 
Dual se convierte en grupo!
 Con Abel Delgado a la batería, Dídac Pérez a la guitarra y coros, y Juan Carlos Luque al bajo, aparece LA CAJA NEGRA, el Ep Noise-Pop de la banda. Letras encriptadas entre lo paranormal y lo alucinógeno. Guitarras distorsionadas (como expresa su portada) y baterías contundentes. Empiezan los directos.
```

```
DUAL - VOYAGER 1 (2008):
 Punto de inflexión en la carrera de la banda. La sobrecarga llevada al límite, mostrando tras el ruido una estructura de canción que irá tomando forma y peso en las próximas entregas. Toqueteo con el Shoegaze y el Dream Pop. Año repleto de conciertos y apariciones en los medios especializados.
```

```
DUAL - EL HOMBRE MUERTO (2009):
 Sus canciones expuestas en los directos del año anterior quedan grabadas con Raúl Mercromino al cargo de todos los instrumentos. Satisfaciendo así los deseos de expresar a la banda las inquietudes sonoras de su ideario, e interpretadas por la banda sobre el escenario después. Estilo Rock Alternativo, moderno y contundente. Con una joya Pop en su tercer corte, "Abril", que descubre a Raúl como un autor capaz de canalizar en sus canciones sus historias personales y las de los que le rodean.
```

```
DUAL - SONIDOS DORADOS (2010):
 El deseo cumplido por la banda de unir dos adjetivos aparentemente opuestos, moderno y clásico. El Ep de Pop esperanzador. Colocado en un limbo sin prejuicios entre lo accesible y lo indie. Llega el reconocimiento de la crítica. La prueba de que Raúl como autor puede hacer canciones de corte himno generacional si lo desea. Véase "Sonidos dorados" o "Cine de surf".
```

DUAL - COCINANDO CON SATÁN (2014): Un disco de autocomplacencia y experimentación. Grabado y tocado enteramente por Raúl. Líricamente mucho más visual y surrealista, pero con su propio universo y vocabulario. Canciones de 6 minutos y medio, compases extraños, afinaciones de guitarra, y una canción para el cumpleaños de un amigo componen las piezas de divertimento personal de su autor. Reproducido en directo después.
(20015)]] DUAL - EXTRAÑO Y CONDECORADO (2015): Séptimo Ep en la carrera de la banda. Ilustrado por Celia Espona Pernas. Mezclado por Luis Martínez en Little Canyon Studios. Empapado del sonido de los mejor de la escena underground valenciana.

### EP
- Metazoo (2006)
- La Caja Negra (2007)
- Voyager 1 (2008)
- El Hombre Muerto (2009)
- Sonidos Dorados (2010)
- Cocinando con Satán (2014)

### Videoclips
- Abril
- Abril (directo)
- Silencio Modulado #1
- Sonidos Dorados (avance)
- Cine de surf
- Adri tiene un 23